# مايك شيبارد
مايك شيبارد (بالإنجليزية: Mike Sheppard)‏ هو لاعب كرة قدم أمريكية أمريكي، ولد في 29 أكتوبر 1951.